# Salvatore Fiume
Salvatore Fiume (Comiso, 23 ottobre 1915 – Milano, 3 giugno 1997) è stato un pittore, illustratore e scrittore italiano.
Fu anche scultore, architetto, scenografo.
« In Sicilia si preferisce non fare le cose ma dirle, fingendo d'averle fatte; e la soddisfazione di dirle è maggiore di quella che altrove si prova facendole. »

## Biografia

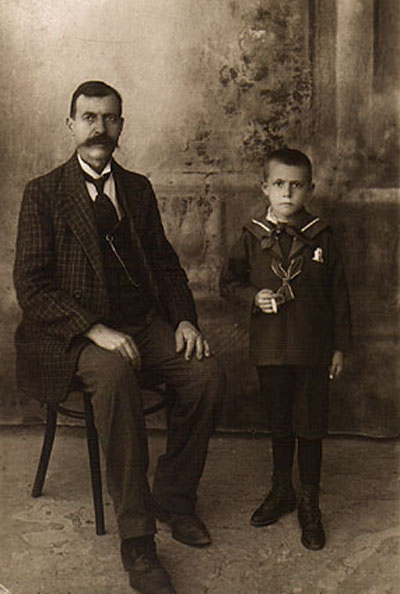
Salvatore Fiume a cinque anni, con il padre Luciano

### Le esperienze giovanili (1915-1949)

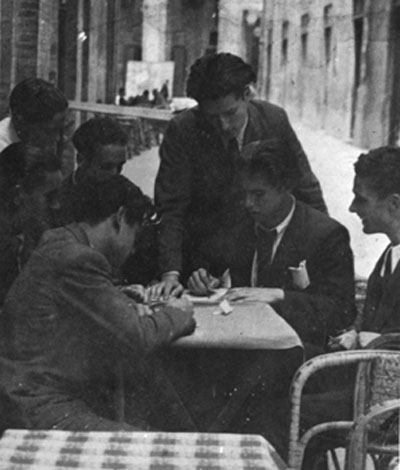
Salvatore Fiume, studente ad Urbino, con i suoi compagni

Salvatore Fiume nacque a Comiso, in Sicilia, il 23 ottobre 1915. A sedici anni, grazie al suo talento ed alla sua passione per l'arte, vinse una borsa di studio per frequentare il Regio Istituto d'Arte del Libro di Urbino, dove apprese le tecniche della stampa, dall'incisione alla litografia. Terminati gli studi nel 1936, si trasferì a Milano, dove entrò in contatto con intellettuali ed artisti della levatura di Salvatore Quasimodo, Dino Buzzati e Raffaele Carrieri.
A ventitré anni, nel 1938, Fiume si trasferì ad Ivrea, dove divenne art director di una rivista culturale voluta e seguita da Adriano Olivetti, Tecnica e organizzazione; in questi anni realizzò la sua prima opera letteraria, il romanzo Viva Gioconda!, pubblicato a Milano nel 1943 dall'editore Bianchi-Giovini.
Volendo dedicarsi soprattutto alla pittura, sebbene l'ambiente letterario che frequentava fosse stimolante, nel 1946 lasciò Ivrea per stabilirsi a Canzo, non lontano da Como, in una ex-filanda ottocentesca dove iniziò il suo intenso e poliedrico percorso di ricerca oltre che nella pittura, anche nella scultura e nell'architettura.
Nello stesso anno, a Milano, presentò una serie di disegni a tempera e china al poeta e critico d'arte Raffaele Carrieri nonché al pittore e scrittore Alberto Savinio, fratello dell'ormai celebre pittore metafisico Giorgio de Chirico, che ne rimasero entusiasti.

### Le prime commissioni importanti (1949-1962)
La sua prima esposizione ufficiale, che comprendeva le opere del ciclo Isole di statue e Città di statue e che gli permise di suscitare molto interesse presso la critica e di prendere contatti con istituzioni artistiche e culturali a livello mondiale, si tenne nel 1949 alla Galleria Borromini di Milano; qui acquistarono una sua opera sia il direttore del Museum of Modern Art di New York, Alfred H. Barr Jr., sia la collezione Jucker di Milano. Nello stesso anno prese parte alla mostra Twentieth-Century Italian Art al MoMa di New York. L'anno successivo, nel 1950, fu invitato alla Biennale di Venezia dove espose il trittico Isola di statue, opera alla quale dedicò una pagina la rivista statunitense Life e che ora fa parte della collezione di Arte Moderna e Contemporanea dei Musei Vaticani.
Nello stesso anno fu invitato dall'architetto Gio Ponti a realizzare una grande opera di 48×3 metri per il salone di prima classe dell'Andrea Doria, il famoso transatlantico che affondò nel 1956 al largo di Nantucket, nel Massachusetts. La grande tela, intitolata "Le leggende d'Italia", rappresentava un'immaginaria città rinascimentale ricca di capolavori italiani del Quattrocento e del Cinquecento riprodotti da Fiume stesso. La grande tela venne dipinta e preparata al trasporto nell'atelier di Salvatore Fiume a Canzo, in provincia di Como, dove il pittore ebbe come assistenti i giovani pittori Gianfranco Ferroni, Angelo Daverio e Salvatore Jemolo.
Già dal 1949 stava lavorando ad un ciclo di dieci grandi dipinti, commissionato dall'industriale Bruno Buitoni Sr e intitolato Avventure, sventure e glorie dell'antica Perugia, che terminò nel 1952; in queste opere è evidente l'interesse di Fiume per la pittura rinascimentale, in particolare per quella di Piero della Francesca e di Paolo Uccello. Nel 1951 l'architetto Gio Ponti gli commissionò due dipinti da ubicare nei transatlantici: Italia mitica sul Giulio Cesare e Le leggende d'Italia su Andrea Doria, che fu l'opera più grande realizzata dall'artista misurando metri 3x48 ossia 144 metri quadrati, poi distrutta per famigerato naufragio. Nel 1953 gli furono commissionate dalle riviste newyorkesi Life e Time alcune opere in cui Fiume rappresentò una storia immaginaria di Manhattan e della Baia di New York, immaginate come isole di statue.

### I viaggi attraverso il mondo (1962-1997)
Iniziò quindi per il pittore una fase di contatti, viaggi ed esposizioni per tutto il mondo. Tali viaggi ebbero per Fiume un'importanza notevole nella raccolta di impressioni, suoni, forme e colori di culture antiche e moderne, che accrebbero la sua personalità artistica fornendogli materiale per l'espandersi di un immaginario globale, ma sempre disciplinato dalla preponderante lezione della classicità mediterranea.
Nel 1962 una mostra itinerante di cento quadri di Fiume toccò diversi musei della Germania, tra i quali quelli di Colonia e Ratisbona. Nel 1973, insieme all'amico fotografo Walter Mori, Fiume si recò nella Valle di Babile, in Etiopia, dove dipinse alcune sue 'isole' su diverse rocce, usando vernici marine anticorrosione. Un modello di una sezione di queste rocce a grandezza naturale fu realizzato da Fiume per la grande antologica del 1974 al Palazzo Reale di Milano; tale modello riempiva quasi interamente la grande Sala delle Cariatidi. Alla stessa mostra presentò per la prima volta l'opera Gioconda Africana, un dipinto con cui Fiume volle rendere omaggio alla bellezza della donna africana, ritraendola nella stessa posa della Gioconda di Leonardo: essa è ora custodita nei Musei Vaticani, dopo la donazione di 34 dipinti al Vaticano per volontà dell'artista.
Nel 1975 il comune calabrese di Fiumefreddo Bruzio accettò la proposta di Salvatore Fiume di rivitalizzare gratuitamente il centro storico con alcune sue opere. Il pittore dipinse, quindi, tra il 1975 e 1976, alcune pareti interne ed esterne dell'antico castello semidiroccato, e, nel 1977, la volta della cappella di San Rocco. Negli anni Novanta collocò una scultura di bronzo in ognuna delle due piazze panoramiche di Fiumefreddo. Seguirono diverse mostre: nel 1985 quella a Castel Sant'Angelo a Roma; nel 1987 la mostra De Architectura Pingendi allo Sporting d'Hiver di Monte Carlo inaugurato dal principe Ranieri di Monaco; nel 1991 alla Mostra internazionale di architettura a Milano, al Palazzo delle Esposizioni; nel 1992 a Villa Medici, sede dell'Accademia di Francia a Roma.
Nel 1993 Fiume visitò, in compagnia del fotografo Mimmo Dabbrescia, i luoghi in cui aveva vissuto Gauguin in Polinesia; donò anche un suo dipinto al Museo Gauguin di Tahiti, in omaggio al grande maestro francese. Da questa esperienza nacque il libro Omaggio alla Polinesia, Prospettive d'arte, Milano, 1992.
Salvatore Fiume morì a Milano il 3 giugno 1997. Sue opere sono conservate in alcuni dei più importanti musei del mondo, tra i quali i Musei Vaticani, l'Ermitage di San Pietroburgo, il Museum of Modern Art di New York, il Museo Puškin di Mosca e la Galleria d'Arte Moderna di Milano.

## Teatro e letteratura

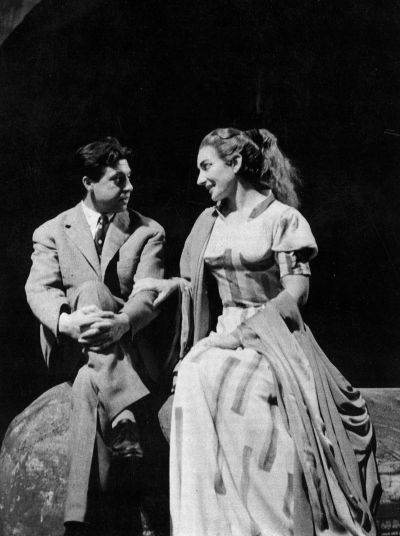
Salvatore Fiume nel 1953 con Maria Callas sul palcoscenico del Teatro alla Scala di Milano. Maria Callas indossa un costume disegnato dall'artista

Altro elemento che attesta la poliedrica creatività di Salvatore Fiume sono le esperienze che collezionò nella sua carriera di sensibile interprete del mondo che lo circondava. Come scenografo teatrale, dal 1950 al 1960, lo troviamo protagonista al Teatro alla Scala di Milano (scene e costumi per La vita breve di Manuel de Falla), al Covent Garden di Londra, al Teatro dell'opera di Roma ed al Teatro Massimo di Palermo.
La sua attività di scrittore iniziò nel 1943 con il romanzo Viva Gioconda!. In seguito Fiume pubblicò altri due romanzi, molti racconti, diverse commedie, una tragedia e due raccolte di poesie. Il suo libro Pagine libere, del 1994 contiene osservazioni molto personali sulla vita e sull'arte. La sua attività di narratore, poeta e drammaturgo gli valse, nel 1988, la laurea ad honorem in Lettere Moderne presso l'università di Palermo.

## Scultura
Come scultore Fiume debuttò nel 1994 con un'esposizione per la Galleria Artesanterasmo di Milano. In realtà le sue prime esperienze furono alcuni bassorilievi in gesso risalenti agli anni quaranta. In seguito utilizzò anche altri materiali come il vimine, la ceramica, il bronzo, il marmo, e la resina. Una serie di esperienze che avevano visto la realizzazione di sculture in marmo, su bozzetto di Fiume, con l'uso di tecniche meccaniche portarono l'artista a desiderare di realizzare le proprie sculture senza più mediazioni.
Così, all'età di 79 anni, Fiume realizzò personalmente sculture di notevoli dimensioni, come Le tre grazie, dal modello in plastilina alla forma definitiva in resina policroma: un impegno estremamente faticoso che, a detta dei famigliari, contribuì anche a minare la salute dell'artista. La sua produzione comprende opere in pietra, bronzo, resina, legno e ceramica, alcune delle quali di grandi dimensioni, come la statua di bronzo al Parlamento Europeo di Strasburgo, i gruppi in pietra degli ospedali San Raffaele di Milano e di Roma e il gruppo bronzeo per la Fontana del Vino a Marsala. Una mostra all'aperto delle sue sculture fu ospitata nel 1995 dal Centro Allende di Spezia.

## Opere

### Opere pittoriche
Le sue opere sono raccolte presso musei e collezioni private. Si citano:
- Isola di statue, New York, Museum of Modern Art, 1947

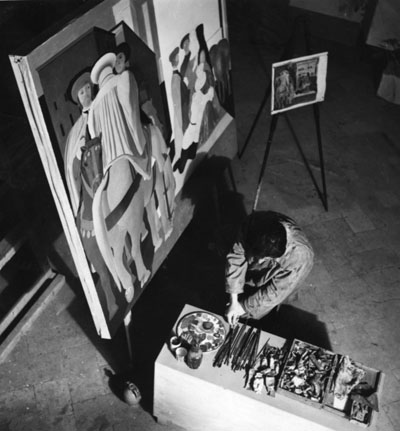
Salvatore Fiume nel 1950 a Canzo, mentre esegue uno dei pannelli del ciclo di opere commissionate da Bruno Buitoni Sr sul tema Le avventure, le sventure e le glorie dell'antica Perugia, ora custodite nella Sala Fiume di Palazzo Donini a Perugia

- Il dolore di Maria, collezione privata, 1949
- Ciclo di dieci dipinti sul tema Le avventure, le sventure e le glorie dell'antica Perugia (Cattura di san Francesco d'Assisi, Battaglia dell'Aquila, Assedio di Totila, San Benedetto da Norcia, San Francesco d'Assisi, Congiura dei Baglioni, Battaglia di Torgiano, Battaglia dei sassi, Niccolò Piccinino, Braccio Fortebraccio), Perugia, Palazzo Donini, 1949-1952
- Isola di statue (trittico), Musei Vaticani, 1950
- Storia immaginaria di Manhattan e della baia di New York, sede delle riviste Life e Time, 1951
- Flagellazione, Musei Vaticani, 1954
- La vita di san Francesco, Musei Vaticani, 1959

- Omaggio a Goya, 1960

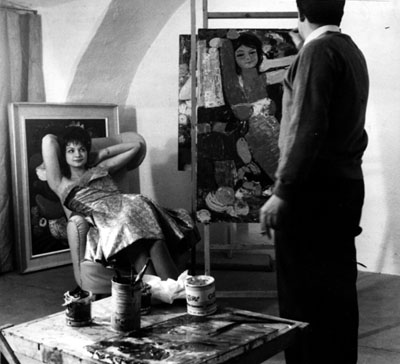
Salvatore Fiume nel 1960 a Canzo, mentre ritrae Laila Rigazzi, da poco eletta Miss Italia

- Via Crucis, prime tre stazioni, collezione privata, 1965
- Il trionfo della Chiesa, Musei Vaticani, 1967
- La mulatta in giallo, Musei Vaticani, 1968
- Personaggio del teatro Kabuki, Musei Vaticani, 1969
- Gioconda africana, Musei Vaticani, 1974
- Crocifissione, Palazzi Vaticani, Studio Latino di papa Sisto IV, 1975
- Dipinti sul castello e la volta della cappella di San Rocco a Fiumefreddo Bruzio, 1975-1977
- La predica di san Paolo, Musei Vaticani, 1976
- Il toro e la donna, Musei Vaticani, 1976
- Le città del paradiso, Musei Vaticani, 1977
- Deposizione, Mosca, Museo Puškin, 1979
- Natività, Comiso, chiesa dell'Annunziata, 1983
- Ratto delle Sabine, 1985, Palazzo Lombardia
- Pianeti volanti, San Pietroburgo, Museo dell'Ermitage, 1986
- Deposizione, San Pietroburgo, Museo dell'Ermitage, 1987
- Gesù fanciullo nel tempio fra i dottori, 1988
- Ingresso di Gesù in Gerusalemme, 1988
- Glorie d'Italia, 1989, Palazzo Lombardia
- La giustizia e la pace fra gli stati uniti d'Europa, Milano, sede del tribunale, 1991
- La rotta di Roncisvalle, Acireale, Biblioteca e pinacoteca Zelantea

#### Alleanze pittoriche
Con il titolo Alleanze pittoriche Salvatore Fiume indicava un ciclo di dipinti eseguiti 'a quattro mani' insieme a otto giovani artisti italiani, tra cui la figlia Laura, fra il 1973 e il 1989.
- Pubblico giudizio (insieme a Franz Borghese)
- Ritratto di famiglia (insieme alla figlia Laura Fiume)
- Avvistamento pittorico (insieme alla figlia Laura Fiume)
- Isola del sogno (insieme a Paola Grott)
- Giornata a pesca (insieme ad Angelo Maynardi Araldi)
- Omaggio floreale (insieme ad Angelo Maynardi Araldi)
- La sirena in fuga dalla mattanza (insieme a Gianni Mattò)
- Gli uomini sono a pesca (insieme a Gianni Mattò)
- Labirinto trionfale (insieme ad Enzo Patti)
- Isola labirintica (insieme ad Enzo Patti)
- Visitando la mostra (insieme ad Ercole Pignatelli)
- Autoritratto di Daniela (insieme a Daniela Romano)

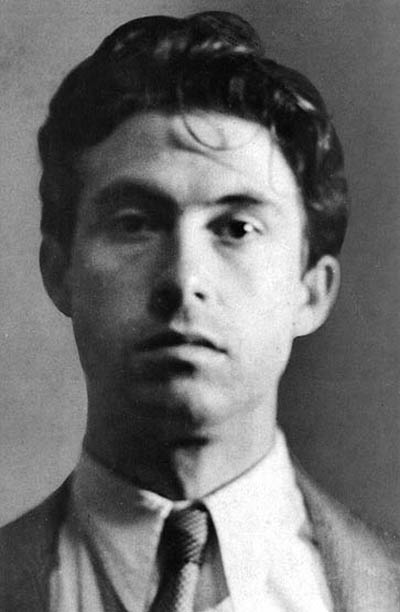
Salvatore Fiume nel 1937

### Disegni e sculture
Al suo attivo anche disegni e sculture.

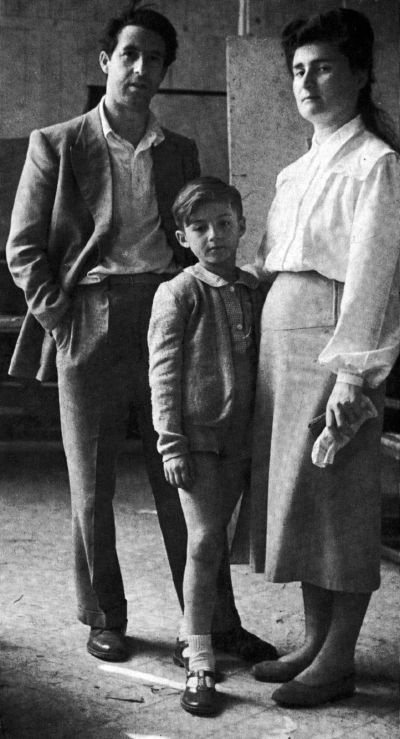
Salvatore Fiume con la moglie Ines e il figlio Luciano nel 1949

Tra queste ultime, vanno ricordate:
- Licisca , 1976, Palazzo Lombardia
- Fontana del Vino, 1978, Marsala

### Opere letterarie
- Viva Gioconda!, Milano, Bianchi-Giovini, 1943
- W Gioconda!,  Milano, Mursia editore, 1975 (seconda edizione)
- I sogni di Luisa, Milano, Rizzoli editore, 1983
- Tragedie Drammi Commedie, Milano, Sipario edizioni, 1990
- Scrivo a te donna, Milano, Camunia editrice, 1983
- Pagine libere, Firenze, Sanzanobi, 1993
- I miserabili, Firenze, Sanzanobi, 1994
- La risata del fauno, Milano, Connection / Paul Metzel, 1995
- Lettere clandestine, Bergamo, Edizioni Larus, 1996
- Antico rogo, Milano, Connection / Paul Metzel, 1996